# Miguel Torres Gómez
Miguel Torrez Gómez (født 28. januar 1986 i Madrid, Spanien) er en spansk fodboldspiller som optræder for La Liga klubben Getafe, hvor han kom til i sommeren 2009 fra ligarivalerne Real Madrid. Hans foretrukne position er højre back, men kan sagtens spille venstre back, hvilket han ofte gjorde i under træner Fabio Capello i Real Madrid i 2006/2007-sæsonen, som beskrev ham som et af de største talenter, han nogensinde har arbejdet sammen med.